# W Series 2019
Die W Series 2019 war die erste Saison der W Series, einer Formel-3-Rennserie für Frauen.
Der erste Lauf fand am 4. Mai 2019 auf dem Hockenheimring und das Saisonfinale fand am 11. August in Brands Hatch statt. Insgesamt wurden in dieser Saison sechs Läufe in Deutschland, Belgien, Italien, in den Niederlanden und in Großbritannien im Rahmen der DTM ausgetragen.
Den Meistertitel gewann die Britin Jamie Chadwick mit 110 Punkten.

## Starterfeld

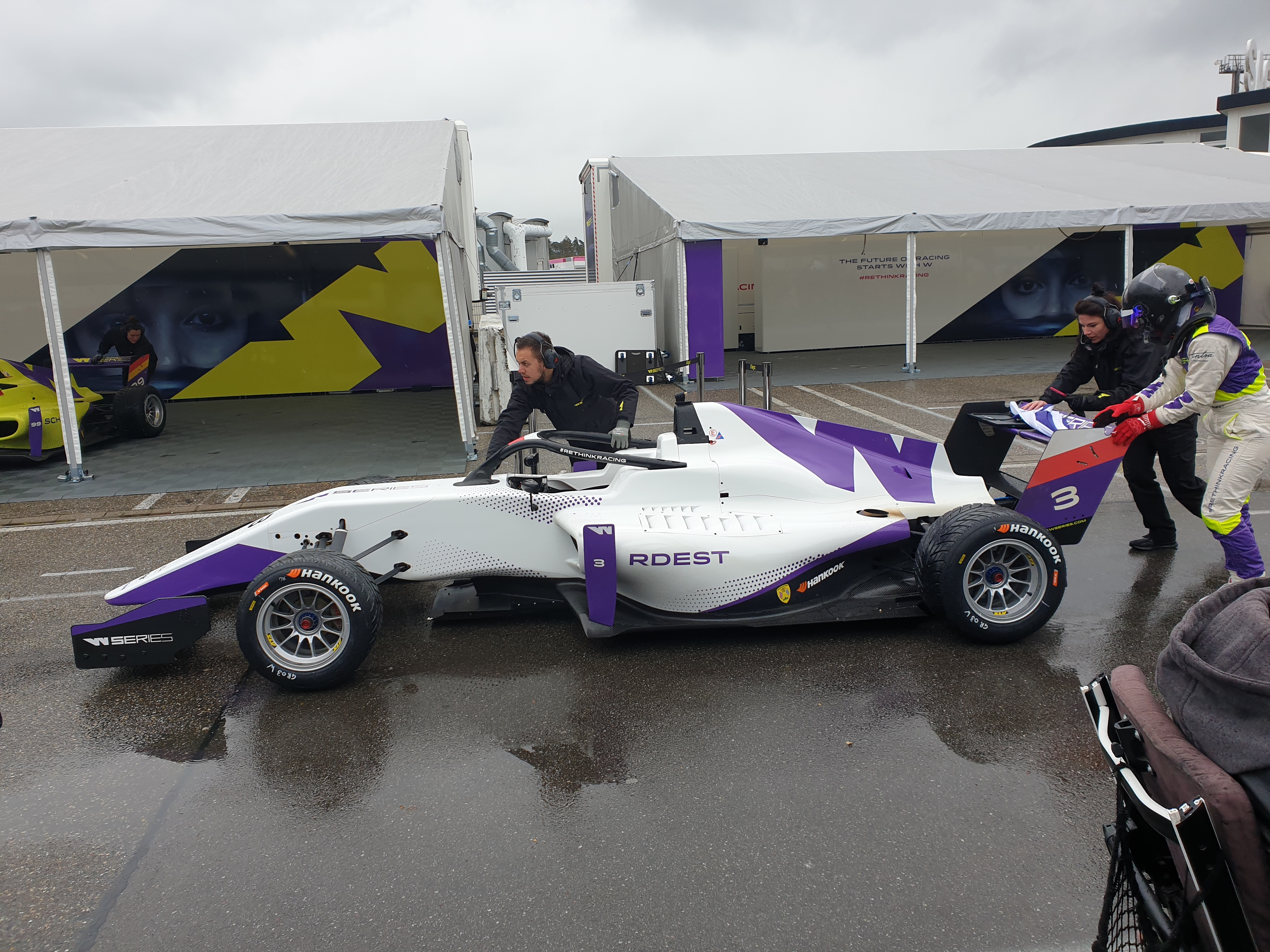
Ein Tatuus T-318 W Series in Zolder

Folgende Fahrerinnen sind in der Saison gestartet. Alle Fahrerinnen verwendeten das Tatuus T-318 Chassis und Reifen von Hankook.
| Nr.            | Fahrerin          | Rennwochenende |
| -------------- | ----------------- | -------------- |
| 2              | Esmee Hawkey      | alle           |
| 3              | Gosia Rdest       | alle           |
| 5              | Fabienne Wohlwend | alle           |
| 7              | Emma Kimiläinen   | 1, 4–6         |
| 11             | Vicky Piria       | alle           |
| 19             | Marta García      | alle           |
| 20             | Caitlin Wood      | alle           |
| 21             | Jessica Hawkins   | alle           |
| 26             | Sarah Moore       | alle           |
| 27             | Alice Powell      | alle           |
| 31             | Tasmin Pepper     | alle           |
| 37             | Sabré Cook        | alle           |
| 49             | Megan Gilkes      | 1–3, 5, 6      |
| 55             | Jamie Chadwick    | alle           |
| 67             | Shea Holbrook     | alle           |
| 85             | Miki Koyama       | alle           |
| 95             | Beitske Visser    | alle           |
| 99             | Naomi Schiff      | alle           |
| Ersatzfahrerin |                   |                |
| 58             | Sarah Bovy        | 2, 3, 6        |
| 77             | Vivien Keszthelyi | 2–4, 6         |

## Rennkalender und Ergebnisse
| Runde | Rennstrecke    | Datum      | Pole-Position     | Schnellste Runde | Sieger          |
| ----- | -------------- | ---------- | ----------------- | ---------------- | --------------- |
| 1     | Hockenheimring | 4. Mai     | Jamie Chadwick    | Miki Koyama      | Jamie Chadwick  |
| 2     | Zolder         | 18. Mai    | Jamie Chadwick    | Beitske Visser   | Beitske Visser  |
| 3     | Misano         | 8. Juni    | Fabienne Wohlwend | Beitske Visser   | Jamie Chadwick  |
| 4     | Norisring      | 6. Juli    | Marta García      | Emma Kimiläinen  | Marta García    |
| 5     | Assen          | 19. Juli   | Emma Kimiläinen   | Emma Kimiläinen  | Emma Kimiläinen |
| 6     | Brands Hatch   | 11. August | Jamie Chadwick    | Emma Kimiläinen  | Alice Powell    |

## Meisterschaftsergebnisse

### Punktesystem
Punkte werden an die ersten 10 klassifizierten Fahrerinnen in folgender Anzahl vergeben:
| Platz  | 1. | 2. | 3. | 4. | 5. | 6. | 7. | 8. | 9. | 10. |
| Punkte | 25 | 18 | 15 | 12 | 10 | 8  | 6  | 4  | 2  | 1   |

### Fahrerwertung
Folgende Fahrerinnen kamen in die Punktewertung.
| Platz | Fahrer            | HOC | ZOL | MIS | NOR | ASS | BRA | Punkte |
| ----- | ----------------- | --- | --- | --- | --- | --- | --- | ------ |
| 1     | Jamie Chadwick    | 1   | 2   | 1   | 3   | 3   | 4   | 110    |
| 2     | Beitske Visser    | 4   | 1   | 2   | 2   | 4   | 3   | 100    |
| 3     | Alice Powell      | 2   | 3   | DNF | DNF | 2   | 1   | 76     |
| 4     | Marta García      | 3   | 4   | 6   | 1   | 9   | 8   | 66     |
| 5     | Emma Kimiläinen   | DNF | WD  |     | 5   | 1   | 2   | 53     |
| 6     | Fabienne Wohlwend | 6   | 7   | 3   | 4   | 15  | 5   | 51     |
| 7     | Miki Koyama       | 7   | 8   | 4   | 6   | DNF | 20  | 30     |
| 8     | Sarah Moore       | 5   | 5   | 9   | DNF | 10  | 10  | 24     |
| 9     | Vicky Piria       | 15  | 9   | 5   | 12  | 8   | 6   | 24     |
| 10    | Tasmin Pepper     | 8   | 6   | 7   | 8   | DNF | 12  | 22     |
| 11    | Jessica Hawkins   | 11  | 13  | 15  | DNF | 7   | 7   | 12     |
| 12    | Sabré Cook        | 13  | 15  | 8   | 7   | 13  | 9   | 12     |
| 13    | Caitlin Wood      | 10  | 11  | 14  | 11  | 5   | 11  | 11     |
| 14    | Gosia Rdest       | 9   | DNF | 13  | 14  | 6   | 13  | 10     |
| 15    | Esmee Hawkey      | 12  | DNF | 11  | 9   | 11  | 16  | 2      |
| 16    | Naomi Schiff      | 14  | 10  | 18  | 10  | 12  | 15  | 2      |
| 17    | Vivien Keszthelyi |     | DNF | 10  | 13  |     | 14  | 1      |
| 18    | Shea Holbrook     | 16  | 12  | 16  | 15  | 16  | 17  | 0      |
| 19    | Megan Gilkes      | DNF | 14  | 17  |     | 14  | 18  | 0      |
| 20    | Sarah Bovy        |     | DNS | 12  |     |     | 19  | 0      |

| Legende  | Legende            | Legende                                                          |
| Farbe    | Abkürzung          | Bedeutung                                                        |
| -------- | ------------------ | ---------------------------------------------------------------- |
| Gold     | –                  | Sieg                                                             |
| Silber   | –                  | 2. Platz                                                         |
| Bronze   | –                  | 3. Platz                                                         |
| Grün     | –                  | Platzierung in den Punkten                                       |
| Blau     | –                  | Klassifiziert außerhalb der Punkteränge                          |
| Violett  | DNF                | Rennen nicht beendet (did not finish)                            |
| Violett  | NC                 | nicht klassifiziert (not classified)                             |
| Rot      | DNQ                | nicht qualifiziert (did not qualify)                             |
| Rot      | DNPQ               | in Vorqualifikation gescheitert (did not pre-qualify)            |
| Schwarz  | DSQ                | disqualifiziert (disqualified)                                   |
| Weiß     | DNS                | nicht am Start (did not start)                                   |
| Weiß     | WD                 | zurückgezogen (withdrawn)                                        |
| Hellblau | PO                 | nur am Training teilgenommen (practiced only)                    |
| Hellblau | TD                 | Freitags-Testfahrer (test driver)                                |
| ohne     | DNP                | nicht am Training teilgenommen (did not practice)                |
| ohne     | INJ                | verletzt oder krank (injured)                                    |
| ohne     | EX                 | ausgeschlossen (excluded)                                        |
| ohne     | DNA                | nicht erschienen (did not arrive)                                |
| ohne     | C                  | Rennen abgesagt (cancelled)                                      |
| ohne     | keine WM-Teilnahme |                                                                  |
| sonstige | P/fett             | Pole-Position                                                    |
| sonstige | 1/2/3/4/5/6/7/8    | Punktplatzierung im Sprint-/Qualifikationsrennen                 |
| sonstige | SR/kursiv          | Schnellste Rennrunde                                             |
| sonstige | *                  | nicht im Ziel, aufgrund der zurückgelegten Distanz aber gewertet |
| sonstige | ()                 | Streichresultate                                                 |
| sonstige | unterstrichen      | Führender in der Gesamtwertung                                   |